# 桂憲一郎
桂 憲一郎（かつら けんいちろう、1966年12月4日 - ）は、日本のアニメーター・キャラクターデザイナー。画房雅所属。福島県出身。
『北斗の拳』、『らんま1/2』など数々の作品を経た後、『マクロス7』のキャラクターデザインを手掛けた。
『VIPER』シリーズなどの18禁作品では、桂 枝毛（かつら えだげ）という名義を使うことが多い。

## 主な作品

### テレビアニメ
1984年
- 北斗の拳（動画）

1989年
- らんま1/2（原画）
- 魔動王グランゾート（原画）

1992年
- あしたへフリーキック（作画監督）

1994年
- マクロス7（キャラクターデザイン・作画監督）

1995年
- 爆れつハンター（原画）

2001年
- ナジカ電撃作戦（原画）

2003年
- D.C. 〜ダ・カーポ〜（サイドストーリー#02 構成・絵コンテ・演出・作画監督）
- BPS バトルプログラマーシラセ（原画）

2004年
- MADLAX（原画）
- KURAU Phantom Memory（原画）

2005年
- こみっくパーティーRevolution（キャラクターデザイン）
- 魔法先生ネギま!（原画）
- ぱにぽにだっしゅ!（原画）
- IGPX（原画）

2006年
- BLACK LAGOON（原画）

2010年
- HEROMAN（原画）
- FORTUNE ARTERIAL 赤い約束（オープニングアニメーション原画）

2012年
- この中に1人、妹がいる!（キャラクターデザイン・総作画監督）

2013年
- きんいろモザイク（サブアイキャッチ原画）
- ワルキューレ ロマンツェ（キャラクターデザイン・総作画監督・原画）

2014年
- Wake Up, Girls!（作画監督）
- ヤマノススメ セカンドシーズン（作画監督・原画・衣装デザイン協力）
- グリザイアの果実（総作画監督）

2015年
- グリザイアの迷宮（総作画監督）
- コメット・ルシファー（作画監督）

2016年
- Rewrite（作画監督、原画、総作画監督補佐）
- ルガーコード1951（クリーチャーデザイン）

2017年
- ナイツ&マジック（キャラクターデザイン・作画監督・総作画監督）

2018年
- ミイラの飼い方（総作画監督）
- 転生したらスライムだった件（総作画監督）

2021年
- 転生したらスライムだった件 転スラ日記（作画監督）

2023年
- SYNDUALITY Noir（キャラクターデザイン・作画監督・総作画監督）

2024年
- SHY 東京奪還編（総作画監督）

2025年
- 鬼人幻燈抄（作画監督）

### 劇場アニメ
- マクロス7 銀河がオレを呼んでいる!（アニメーションキャラクターデザイン）

### OVA
一般
- NEWドリームハンター麗夢 夢の騎士達（原画）　
- 魍魎戦記MADARA（モンスター作監補・原画）
- スケバン刑事（原画）
- EXPER ZENON（原画）
- NG騎士ラムネ&40 EX ビクビクトライアングル 愛の嵐大作戦（原画）
- BASTARD!! -暗黒の破壊神-（原画）
- アイドル防衛隊ハミングバード（作画監督）
- ぽっぷるメイル（アニメーションディレクター）
- 万能文化猫娘（作画監督）
- BLUE SEED2（作画監督）
- 逮捕しちゃうぞ（原画）
- マクロスプラス（原画）
- 魔法使いTai!（原画）
- ラブひな Again（オープニングアニメーション原画）
- こみっくパーティーRevolution（キャラクターデザイン・総作画監督）
- .hack//Liminality（作画監督）
- ToHeart2シリーズ
  - OVA ToHeart2（絵コンテ・演出・キャラクターデザイン・作画監督）
  - ToHeart2ad（キャラクターデザイン・作画監督）
  - ToHeart2 adplus（キャラクターデザイン）
  - ToHeart2 adnext（キャラクターデザイン・作画監督）
  - ToHeart2 ダンジョントラベラーズ（キャラクターデザイン）

- やわらか三国志 突き刺せ!! 呂布子ちゃん（原画）
- OVA うたわれるもの（監督・キャラクターデザイン）
- OVAの中に1人、妹がいる!（キャラクターデザイン・総作画監督）

18禁
- Hi・Me・Go・To（キャラクターデザイン・作画監督）※「桂枝毛」名義
- 超昂天使エスカレイヤー（第2話 絵コンテ・演出・作画監督）※「桂枝毛」名義

### Webアニメ
2019年
- ゼノンザード THE ANIMATION（-2020年、監督（第8話）・キャラクターデザイン・総作画監督）

### ゲーム

#### コンシューマ
- 闇の血族 〜遥かなる記憶〜 （作画監督）
- うたわれるもの 散りゆく者への子守唄 （オープニングアニメーション作画監督）

#### 15禁PC
- あにまーじゃんX （原画）　※「桂枝毛」名義

#### 18禁PC
『Night Walker』と『WHITE ALBUM2 -closing chapter-』のみ「桂憲一郎」名義で、それ以外はすべて「桂枝毛」名義。
- Night Walker （キャラクターデザイン協力・原画）
- PREMIUM 魔法使い物語 （原画）
- VIPERシリーズ
  - VIPER -V10- ノーザン・ライト （原画）
  - VIPER -CTR- 〜あすか〜 （キャラクターデザイン・作画監督）
  - VIPER -M1- MY MOTHERS （原画）
  - VIPER GTB -RISE AFTER- （応援ポスター原画）
  - VIPER -RSR- （キャラクターデザイン・作画監督） ※DVD-ROM版ジャケット原画はいのうえたくやが担当。
- 機甲装神ヴァルカイザー （キャラクターデザイン） ※リメイク版。設定完成後に開発中止。
- WHITE ALBUM2 -closing chapter- （原画）

### 小説
- VIPER -CTR- 〜あすか〜 （挿絵） ※「桂枝毛」名義。